# Bergland (Austria)
Bergland è un comune austriaco di 1 934 abitanti nel distretto di Melk, in Bassa Austria. È stato istituito nel 1968 con la fusione dei comuni soppressi di Landfriedstetten e Ratzenberg; nel 1972 ha inglobato i comuni soppressi di Gumprechtsberg e Holzing.